# Europejskie Stowarzyszenie Edukacji Inżynierskiej
SEFI – Europejskie Stowarzyszenie Edukacji Inżynierskiej jest główną organizacją zajmującą się problematyką kształcenia inżynierów w Europie. SEFI zostało założone w roku 1973 i posiada siedzibę w Brukseli. Misją SEFI jest promocja wymiany informacji dotyczących kształcenia inżynierów pomiędzy nauczycielami, naukowcami, studentami w krajach Europejskich. SEFI rozwija współpracę pomiędzy instytucjami kształcącymi inżynierów oraz przemysłem zatrudniającym inżynierów. SEFI działa również na poziomie politycznym i koordynacyjnym oraz reprezentuje Europę w tym obszarze na forum światowym. Skrót SEFI pochodzi od francuskojęzycznej nazwy tej organizacji. Członkami indywidualnymi są głównie nauczyciele akademiccy. Członkami instytucjonalnymi, których jest ok. 200, są Europejskie wyższe uczelnie techniczne. SEFI grupuje także członków przemysłowych oraz wspierających – zainteresowanych edukacją inżynierską.
SEFI stale współpracuje w Europie z organizacją studencką BEST, w USA z Amerykańskim Towarzystwem Kształcenia Inżynierów – ASEE, a na polu globalnym z Międzynarodowym Stowarzyszeniem Kształcenia Inżynierów – IGIP. Główne tezy związane z postępem międzynarodowych prac naukowych i działań praktycznych dotyczących kształcenia inżynierów organizacja publikuje na corocznej Konferencji SEFI, oraz w swoim oficjalnym czasopiśmie międzynarodowym – The European Journal of Engineering Education EJEE.
SEFI zajmuje się następującą tematyką (w zespołach roboczych): rozwój programów kształcenia inżynierów, kształcenie ustawiczne, otwarty uniwersytet (techniczny), matematyka i fizyka w kształceniu inżynierów, kobiety w technice, etyka zawodowa inżyniera, technologie informacyjne i telekomunikacja.

## Członkowie instytucjonalni SEFI w Polsce
- AGH
- Politechnika Gdańska
- Politechnika Świętokrzyska
- Politechnika Łódzka
- Politechnika Poznańska
- Politechnika Śląska
- Politechnika Częstochowska
- Politechnika Koszalińska
- Wyższa Szkoła Informatyki Stosowanej i Zarządzania – WSISiZ
- Wyższa Szkoła Informatyki Zarządzania i Administracji w Warszawie – WSIZiA
- Politechnika Warszawska

## Wydawnictwa SEFI
- European Journal of Engineering Education (EJEE). sefi.be. [zarchiwizowane z tego adresu (2011-05-24)].

## Konferencje SEFI
Annual SEFI Conference

## Nagrody SEFI
Fellow SEFI, nadawany od 1995 r.